# Lut Hannes
Lut Hannes (Geel, 25 juni 1954) is een Vlaamse actrice. Hannes acteerde op televisie in onder meer de VTM-soapserie Wittekerke als Jenny in 2004 tot 2008 en de VRT-soapserie Thuis als Angèle Backx vanaf 1999 met verschillende onderbrekingen tot 2023. Ze is ook te zien als Lidy Jacobs in de eerder jaren van Flikken op één, als Godelieve Moreels-Van Meervelde in Happy Singles en Joske in seizoen 4 van De zonen van Van As op VTM. Als gastactrice speelt ze mee in F.C. De Kampioenen (als Suzanne Verspecht in aflevering Kolonel Waterslaeghers), Witse (in aflevering 1), Aspe en De Kotmadam. Ze speelt mee in de Oscar-genomineerde film Iedereen Beroemd! (2000) van Dominique Deruddere. In het najaar van 2024 was te zien in een terugkerende rubriek van Iedereen Beroemd.
Zij is ook theateractrice en regisseerde diverse toneelstukken.

## Rollen
- De zonen van Van As (2018), als Joske #1
- Happy Singles (2008), als Godelieve Moreels-Van Meervelde
- Wittekerke (2004-2008), als Jenny
- Thuis (1999, 2004-2006, 2015-2018, 2019-2023), als Angèle Backx[1]
- Blinker en het Bagbag-juweel (2000), als mevrouw Strepers
- Iedereen beroemd! (2000), als een vriendin van Marva's moeder
- Flikken (1999-2001), als Lidy Jacobs
- Linda & Harrie (1996), als Veerle Mertens
- Linda, Linda (1995-1996), als Veerle Mertens

### Eenmalige gastrollen
- De Kotmadam (2016), als Rita Cloostermans
- En daarmee basta! (2008), als Angelique
- Aspe (2006), als Lucette Preudhomme
- Witse (2004), als Elsie Williams
- Big & Betsy (2001), als Mevrouw Ketelaar
- F.C. De Kampioenen (2000), als Suzanne Verspecht
- Niet voor publikatie (1994), als Mevrouw Possemiers